# Grob-Werke
Grob-Werke GmbH & Co. KG eller Grob Group er en tysk maskinproducent. De fremstiller maskinværktøj, automation og digitalisering. De har hovedkvarter i Mindelheim, Oberschwaben. I 2020 havde de 7.500 ansatte og en omsætning på 1,2 mia. euro.
Grob-Werke blev etableret af Ernst Grob i München i 1926 som en producent af maskinværktøj.